# Xut!
El setmanari Xut! encara és el periòdic esportiu d'humor escrit en català de vida més llarga: 15 anys, del 1922 al 1936. Va ser el primer setmanari esportiu d'aquesta mena a editar-se en català, en una època en què les publicacions anaven adoptant la llengua pròpia del Principat com a vehicle d'expressió. El primer número va sortir el 23 de novembre, tenia 8 pàgines (impreses a dues columnes) i costava 10 cèntims de pesseta. La revista s'imprimia als tallers de Santiago Costa, l'antic editor del Papitu. De fet, seguirà el format d'aquesta revista satírica. Xut! feu escola entre les revistes del seu gènere, i la van voler imitar els competidors, la majoria creats per redactors i dibuixants sortits del mateix Xut!: Pa-nal (1924), Orsai (1924), El safareig deportiu (1925), Sidral deportiu (1925) o La bimba (1926). Tot i això, aquestes publicacions tingueren una vida efímera.

## La revista
Xut! fou un setmanari humorístic esportiu, dedicat especialment al futbol i també al boxa -els dos esports que feien forrolla a l'època-, força crític amb la premsa contemporània, que va arribar a esdevenir el més important de l'època. Segons Solà, l'impressor Costa en fou el primer director, tot i que al cap de pocs números passà la direcció a Valentí Castanys, dibuixant d'unes caricatures inconfusibles (que signava amb el seu nom) i articulista (que signava amb el pseudònim de Dova) a la capçalera. Castanys, que fou l'alma mater del setmanari, va arribar a ser-ne propietari un cop passada la dictadura de Primo. Dels dibuixos que Castanys publicà al Xut! nasqueren la figura de l'avi del Barça i l'apel·latiu de "pericos", referit als seguidors del RCD Espanyol.
El 10 de març de 1932 la revistà publicà el número 500 amb un magnífic dibuix d'Opisso on apareixen tots els personatges de Xut!. La capçalera tancà la seva brillant història amb el número 718, el 14 de juliol de 1936.

## Els motius de la publicació
Xut! es començà a publicar perquè els seus impulsors creien que també s'havia de poder riure d'un fenomen social en ascendència com era l'esport, considerat llavors per la resta de publicacions com un fenomen que conduïa a la regeneració social. Xut! deixa clar en l'editorial del primer número, “Xutem”, que el seu únic propòsit és riure i fer riure a partir de l'esport: 
| «                             | D'entre la munió de revistes, revistetes i revistasses que parlen d'esport amb aquella bona fe –que Déu els la conservi!-, no n'hi ha cap ni una que s'ho prengui a brometa, com si el futbol estés renyit amb la grimègia i veient boxar dues menors del districte cinquè hom no s'hi pogués fer un bon panxó de riure. Tothom es pren els esports amb més seriositat que una purga. […] Per això nosaltres venim a ficar-hi cullerada, i amb el decidit propòsit de riure'ns del mort i de qui el vetlla, de prendre'ns a brometa el succés esportiu més esgarrifós i de pitorrearnos –amb el respecte degut, eh?- de la patum més venerable, sortim a la palestra i amunt i crits” | » |
| — Editorial del núm1 de Xut!. | |   |

## Antecedents i tiratge
El cert és que Xut! no va ser la primera revista esportiva d'humor catalana, ja que tenia els precedents efímers de la “Revista satírica futbolera” La Zancadilla (1920) i la “Revista Satírica del Boxeo” El Gongo (1921), ambdues escrites en castellà. Ara bé, Xut! fou la primera a crear un mercat estable en aquest sector. I la primera a escriure's en català. Segons l'article “Història, vida i miracles del XUT!” del número 500 de la revista, l'empresa va tirar 3.000 exemplars del primer número que, ben aviat, van passar a 7.000. Durant la dictadura, el tiratge es va estabilitzar entre 15.000 i 20.000 exemplars. El número amb més exemplars fou el 273, del 4 de gener de 1928, del qual se'n van tirar 89.000. Es cobria el partit entre el Sants i l'Español, que va finalitzar amb empat, amb el Campionat de Catalunya en joc.

## Evolució del preu i del format
El primer número de Xut! feia 280 per 205 mil·límetres, tenia 8 pàgines, a tres columnes i valia 10 cèntims de pesseta. El setmanari no tenia cap dia fixat per sortir i podia publicar-se en qualsevol dia de la setmana. La portada era totalment gràfica, amb un dibuix d'actualitat fet normalment per Valentí Castanys. De tota manera, la primera estava ocupada per l'editorial fundacional i els dibuixos els va fer Alfred Pascual i Benigani. La contraportada solia ser un dibuix a tota plana de Ricard Opisso. Tot i que a l'interior de la revista hi havia acudits gràfics, el text dominava per sobre el dibuix. Després d'una primera reforma el 1924, a partir del número 60, es va doblar el nombre de pàgines fins a 16 i va passar a costar 15 cèntims. En el número 211, va passar a tenir 24 pàgines pel mateix preu. En el 482, ja el 1933, el preu pujà fins als 35 cèntims per número. En el 544, els editors feren marxa enrere: baixaren a 20 pàgines i el preu baixà a 20 cèntims. En el número 624, el setmanari acabaria tornant a les 8 pàgines inicials, però amb un format més gran (400 per 300 mm), paper setinat apte per a fotografies i un preu de 20 cèntims en els números ordinaris. S'imprimia en blanc i negre encara que a vegades la portada s'editava a doble tinta.

## L'èxit durant la dictadura de Primo
“Durant la Dictadura, fou quan assolírem els tiratges més extraordinaris i quan passàrem les angúnies més intenses. El censor, home implacable, ratllava sense contemplacions tot allò que no entenia i, de vegades, ens obligava a escriure el número de cap i de nou.” Això és el que els succeí, conta la revista, amb el número extraordinari del 4 de gener del 1928, que ressenyava el partit del Sants contra l'Español i del qual se n'havia fet la tirada més grossa de la història del setmanari. El públic esperava que el setmanari fes molta llenya de l'arbre caigut (l'Español), però resulta que el censor era blanc-i-blau i va obligar-los a reescriure el número de dalt i de baix. Després d'aquell número ja van estar a punt d'ésser suspesos definitivament. La Dictadura va estar a punt de tancar el setmanari algunes vegades més. Segons Costa, el primer editor, en els primers temps de la Dictadura, el governador civil de Barcelona